# Коммунистическая волость (Московская губерния)
Коммунистическая волость — волость Московского уезда Московской губернии РСФСР, существовавшая в 1918—1929 годах.
В 1917 году в Московском уезде была образована Хлебниковская волость. 18 июня 1918 года к ней была присоединена Подушкинская волость. 25-26 октября 1918 года Хлебниковская волость была переименована в Коммунистическую волость, центром которой было село Хлебниково.
По данным 1924 года в Коммунистической волости было 18 сельсоветов: Алтуфьевский, Беляниновский, Ватутинский, Виноградовский, Владыкинский, Ерёминский, Жостовский, Клязьминский, Лианозовский, Лихоборовский, Новоархангельский, Осташковский, Павельцевский, Сабуровский, Троицкий, Хлебниковский, Ховринский и Челобитьевский.
23 ноября 1925 года из Алтуфьевского с/с были выделены Бибиревский и Подушкинский с/с, из Ватутинского — Раевский, из Виноградовского — Грязновский, из Владыкинского — Слободский, из Клязьминского — Воскресенский, из Лихоборовского — Бескудниковский и Дегунинский, из Новоархангельского — Заболотьевский, из Осташковского — Старогорьевский и Чиверёвский, из Павельцевского — Котовский, из Сабуровского — Медведковский, из Троицкого — Новосельцевский, из Ховринского — Вешкинский, из Челобитьевского — Волковский.
В 1926 году Лианозовский с/с преобразован в поссовет.
В 1927 году упразднён Хлебниковский с/с.
В 1929 году восстановлены Лианозовский и Хлебниковский с/с.
В ходе реформы административно-территориального деления СССР в 1929 году Коммунистическая волость была упразднена, а её территория разделена между Коммунистическим и Мытищинским районами Московского округа Московской области.